# 舍特區
47°48′36″N 73°12′36″E / 47.81000°N 73.21000°E

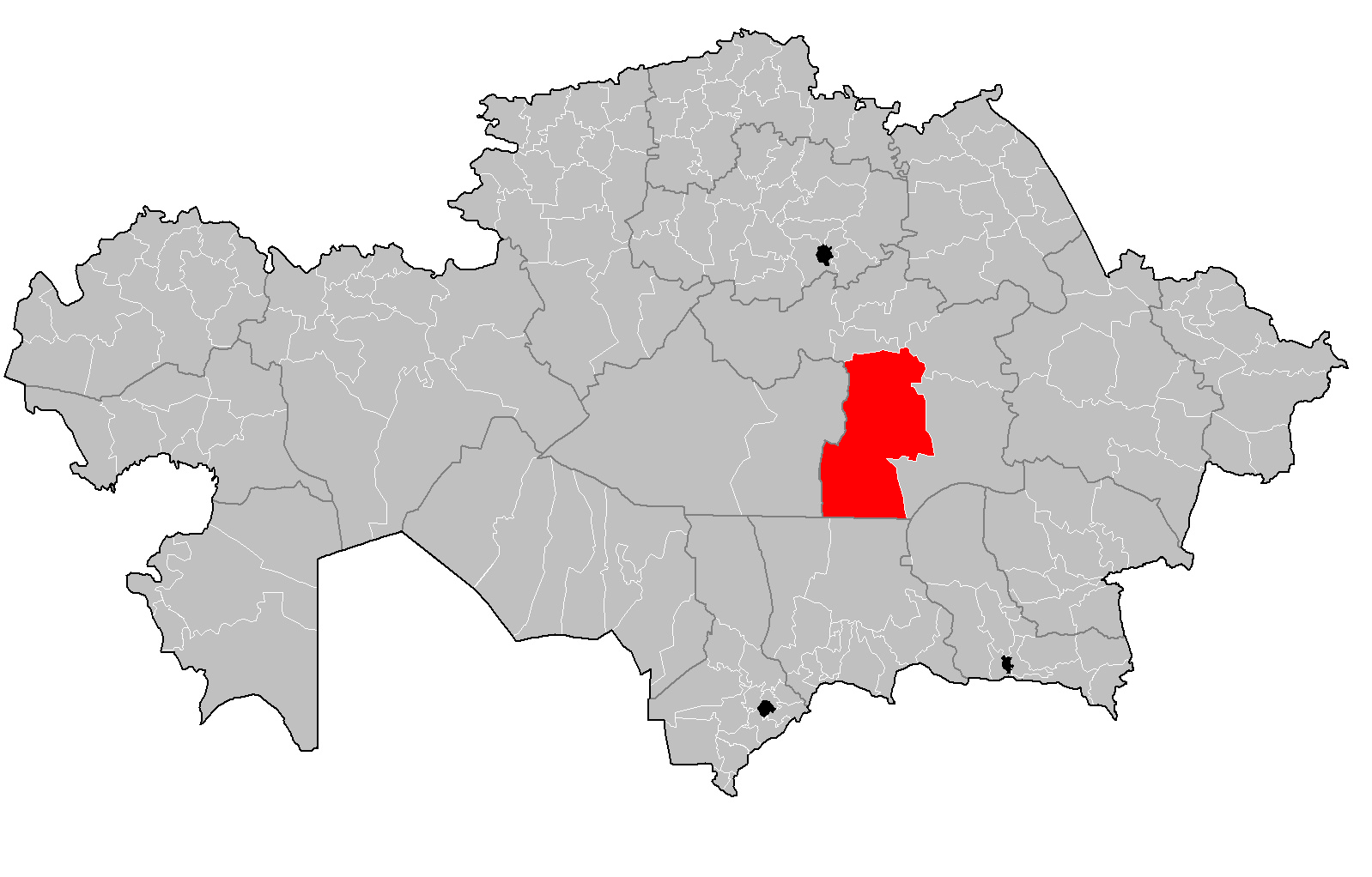

舍特区（羅馬化：Şet audany）是哈萨克斯坦的行政区，位于该国中部，由卡拉干达州负责管辖，首府设于阿克苏-阿尤利，始建于1928年，面积65,694平方公里，2013年人口44,971。